# ريتشارد أولني
ريتشارد اولني (بالإنجليزية: Richard Olney)‏ (15 ايلول سبتمبر 1835-8 نيسان أبريل 1917) رجل دولة أمريكي تولى منصب نائب عام الولايات المتحدة ووزير الخارجية الأمريكي خلال رئاسة جروفر كليفلاند، وخدم لفترة وجيزة في المنصب الأخير، تحت إدارة وليام ماكينلي خليفة كليفلاند. وبصفته النائب العام، أصدر أولني أنذارات قضائية ضد العمال المضربين في إضراب بولمان، وهو ما شكل سابقة قانونية، ونصح باستخدام القوات الفدرالية عندما فشلت الوسائل القانونية في السيطرة على المضربين. وبوصفه وزيرا للخارجية، رفع وضع أمريكا في العالم من خلال رفع مرتبة المراكز الدبلوماسية الأمريكية إلى سفارات.

## روابط خارجية
- ريتشارد أولني على موقع الموسوعة البريطانية (الإنجليزية)
- ريتشارد أولني على موقع إن إن دي بي (الإنجليزية)